# NABBA-Mr. Universe
Der NABBA-Mr. Universe ist der bedeutendste und traditionsreichste Mr.-Universum-Wettbewerb im Bodybuilding. Er wird seit 1950 von der National Amateur Bodybuilders Association ausgetragen und galt jahrelang als inoffizielle Weltmeisterschaft. Zahlreiche Stars früherer Tage wie John Grimek, Steve Reeves, Reg Park oder Arnold Schwarzenegger begründeten ihre internationale Karriere mit dem Gewinn des damals angesehensten Titel im Bodybuilding. Ab Ende der 1960er Jahre verlor der NABBA-Mr. Universe mit Erstarken des Konkurrenzverbandes IFBB und der damit verbundenen Etablierung neuer Wettbewerbe wie dem I.F.F.B.-Mr. Olympia und dem I.F.F.B.-Mr. Universum stetig an Prestige. Seit 1984 führt die NABBA neben dem Mr. Universe verbandseigene reguläre Weltmeisterschaften durch.
Der NABBA-Mr. Universe erfuhr in der Zeit seines Bestehens wesentliche Erweiterungen. 1966 feierte der Frauenwettbewerb seine Premiere, 1991 wurde erstmals ein Seniorenwettbewerb ausgetragen, 2000 gehören auch die Juniorenkonkurrenzen zum festen Wettkampfprogramm.

## Liste der Titelträger

### Männerklassen
Im damaligen Amateursport Bodybuilding war die sogenannte Profikategorie den fortgeschrittenen Athleten vorbehalten. Dazu zählten alle Gewinner des Mr. Universe, da diesen laut NABBA-Regeln eine neuerliche Teilnahme an der Amateurkategorie nicht gestattet war. Im Gegensatz zu den ersten „richtigen“ Profiwettbewerben des Konkurrenten IFBB gab es beim NABBA-Mr. Universe-Pro kein Preisgeld.
| Jahr | Austragungsort  | Amateure                    | Amateure              | Amateure                | Amateure            | Amateure                    |                                 |                               |                               |                               |
| Jahr | Austragungsort  | Mr. Universe (Gesamtsieger) | Groß (über 1,82 m)    | Mittelgroß (bis 1,82 m) | Mittel (bis 1,74 m) | Klein (bis 1,67 m)          |                                 |                               |                               |                               |
| 1948 | London          | John Grimek                 | Steve Reeves          | Charles Jarrett         | John Grimek         | Mahmoud Namdjou             |                                 |                               |                               |                               |
| 1949 | kein Wettbewerb | kein Wettbewerb             | kein Wettbewerb       | kein Wettbewerb         | kein Wettbewerb     | kein Wettbewerb             |                                 |                               |                               |                               |
| 1950 | London          | Steve Reeves                | Steve Reeves          | John Lees               | Juan Ferrero        | Don Dorans                  | Profis                          | Profis                        | Profis                        | Profis                        |
|      |                 | Mr. Universe (Gesamtsieger) | Groß (über 1,74 m)    | Groß (über 1,74 m)      | Mittel (bis 1,74 m) | Klein (bis 1,67 m)          | Mr. Universe-Pro (Gesamtsieger) | Groß (über 1,74 m)            | Mittel (bis 1,74 m)           | Klein (bis 1,67 m)            |
| 1951 | London          | Reg Park                    | Reg Park              | Reg Park                | Juan Ferrero        | Monotosh Roy                |                                 |                               |                               |                               |
| 1952 | London          | Mohamed Nasr                | Mohamed Nasr          | Mohamed Nasr            | Mervyn Cotter       | Mark Lewis                  | Juan Ferrero                    | Corrie Pretorius              | Juan Ferrero                  | Manohar Aich                  |
|      |                 | Mr. Universe (Gesamtsieger) | Groß (über 1,74 m)    | Groß (über 1,74 m)      | Mittel (bis 1,74 m) | Klein (bis 1,67 m)          | Mr. Universe-Pro (Gesamtsieger) | Groß (über 1,73 m)            | Klein (bis 1,73 m)            | Klein (bis 1,73 m)            |
| 1953 | London          | Bill Pearl                  | Bill Pearl            | Bill Pearl              | Eric Eastham        | Jim Glowicki                | Arnold Dyson                    | Arnold Dyson                  | John Isaacs                   | John Isaacs                   |
| 1954 | London          | Enrico Thomas               | Jannie Graaf          | Jannie Graaf            | Enrico Thomas       | John Leonard                | Jim Park                        | Jim Park                      | James Saunders                | James Saunders                |
| 1955 | London          | Mickey Hargitay             | Mickey Hargitay       | Mickey Hargitay         | John Penman         | Paul An                     | Leo Robert                      | Clarence Ross                 | Leo Robert                    | Leo Robert                    |
| 1956 | London          | Ray Schaeffer               | Ray Schaeffer         | Ray Schaeffer           | Paul Wynter         | Gerald Roach                | Jack Delinger                   | Bill Pearl                    | Jack Delinger                 | Jack Delinger                 |
| 1957 | London          | John Lees                   | John Lees             | John Lees               | Ron Lacy            | Paul An                     | Arthur Robin                    | Reg Lewis                     | Arthur Robin                  | Arthur Robin                  |
| 1958 | London          | Earl Clark                  | Earl Maynard          | Earl Maynard            | Paul Wynter         | Earl Clark                  | Reg Park                        | Reg Park                      | John Isaacs                   | John Isaacs                   |
| 1959 | London          | Len Sell                    | Earl Maynard          | Earl Maynard            | John Hewlett        | Len Sell                    | Bruce Randall                   | Bruce Randall                 | Paul Wynter                   | Paul Wynter                   |
| 1960 | London          | Henry Downs                 | Henry Downs           | Henry Downs             | John Hewlett        | Red Lerille                 | Paul Wynter                     | Jannie Graaf                  | Paul Wynter                   | Paul Wynter                   |
| 1961 | London          | Ray Routledge               | Ray Routledge         | Ray Routledge           | John Hewlett        | Pierre Vandensteen          | Bill Pearl                      | Bill Pearl                    | Len Sell                      | Len Sell                      |
| 1962 | London          | Joe Abbenda                 | Joe Abbenda           | Joe Abbenda             | John Hewlett        | Clancy Ang                  | Len Sell                        | Ray Routledge                 | Len Sell                      | Len Sell                      |
| 1963 | London          | Tom Sansome                 | Tom Sansome           | Tom Sansome             | Rogelio Montenegro  | Pierre Vandensteen          | Joe Abbenda                     | Joe Abbenda                   | Yves Permal                   | Yves Permal                   |
| 1964 | London          | John Hewlett                | Vern Weaver           | Vern Weaver             | John Hewlett        | Eddie Silva                 | Earl Maynard                    | Earl Maynard                  | Leopold Merc                  | Leopold Merc                  |
| 1965 | London          | Elmo Santiago               | Paul Nash             | Paul Nash               | Fani Dutoit         | Elmo Santiago               | Reg Park                        | Reg Park                      | Paul Wynter                   | Paul Wynter                   |
| 1966 | London          | Chester Yorton              | Chester Yorton        | Chester Yorton          | William Bezalel     | John Citrone                | Paul Wynter                     | George Paine                  | Paul Wynter                   | Paul Wynter                   |
| 1967 | London          | Arnold Schwarzenegger       | Arnold Schwarzenegger | Arnold Schwarzenegger   | Albert Beckles      | John Citrone                | Bill Pearl                      | Bill Pearl                    | Charles Sintat                | Charles Sintat                |
| 1968 | London          | Dennis Tinerino             | Dennis Tinerino       | Dennis Tinerino         | Roy Perrott         | Wilfred Sylvester           | Arnold Schwarzenegger           | Arnold Schwarzenegger         | John Citrone                  | John Citrone                  |
| 1969 | London          | Boyer Coe                   | Jim Haislop           | Jim Haislop             | Boyer Coe           | Franco Columbu              | Arnold Schwarzenegger           | Arnold Schwarzenegger         | John Citrone                  | John Citrone                  |
| 1970 | London          | Frank Zane                  | Frank Richard         | Frank Richard           | Frank Zane          | Chris Dickerson             | Arnold Schwarzenegger           | Arnold Schwarzenegger         | Boyer Coe                     | Boyer Coe                     |
| 1971 | London          | Ken Waller                  | Ken Waller            | Ken Waller              | Albert Beckles      | Chris Dickerson             | Bill Pearl                      | Bill Pearl                    | Frank Zane                    | Frank Zane                    |
| 1972 | London          | Elias Petsas                | Paul Grant            | Paul Grant              | Lars Lunde          | Elias Petsas                | Frank Zane                      | Dennis Tinerino               | Frank Zane                    | Frank Zane                    |
| 1973 | London          | Chris Dickerson             | Paul Grant            | Paul Grant              | Roy Duval           | Chris Dickerson             | Boyer Coe                       | Dennis Tinerino               | Boyer Coe                     | Boyer Coe                     |
| 1974 | London          | Roy Duval                   | Chen Wint             | Chen Wint               | Roy Duval           | Ian Lawrence                | Chris Dickerson                 | Helmut Riedmeier              | Chris Dickerson               | Chris Dickerson               |
| 1975 | London          | Ian Lawrence                | Steve Michalik        | Steve Michalik          | Kozo Sudo           | Ian Lawrence                | Boyer Coe                       | Chester Yorton                | Boyer Coe                     | Boyer Coe                     |
| 1976 | London          | Shigeru Sugita              | Ben Herder            | Ben Herder              | Kozo Sudo           | Shigeru Sugita              | Serge Nubret                    | Serge Nubret                  | Tony Emmott                   | Tony Emmott                   |
| 1977 | London          | Bertil Fox                  | Jim Morris            | Jim Morris              | Bertil Fox          | Terry Phillips              | Tony Emmott                     | Abschaffung der Größenklassen | Abschaffung der Größenklassen | Abschaffung der Größenklassen |
| 1978 | London          | Dave Johns                  | Bill Richardson       | Bill Richardson         | Dave Johns          | Salvador Ruiz               | Bertil Fox                      |                               |                               |                               |
| 1979 | London          | Ahmet Enunlu                | Bill Richardson       | Bill Richardson         | Ahmet Enunlu        | Steve Shabani               | Bertil Fox                      |                               |                               |                               |
| 1980 | London          | Bill Richardson             | Bill Richardson       | Bill Richardson         | Eddie Miller        | Graham Brogden              | Tony Pearson                    |                               |                               |                               |
| 1981 | London          | John Brown                  | John Brown            | John Brown              | Filippo Massaroni   | Terry Phillips              | Robby Robinson                  |                               |                               |                               |
| 1982 | London          | John Brown                  | John Brown            | John Brown              | John Terilli        | Terry Phillips              | Edward Kawak                    |                               |                               |                               |
| 1983 | London          | Jeff King                   | Jeff King             | Jeff King               | Vince Brown         | Terry Phillips              | Edward Kawak                    |                               |                               |                               |
| 1984 | London          | Brian Buchanan              | Brian Buchanan        | Brian Buchanan          | Mike Quinn          | Tim Belknap                 | Edward Kawak                    |                               |                               |                               |
| 1985 | London          | Tim Belknap                 | Ronald Matz           | Ronald Matz             | Eugene Laviscount   | Tim Belknap                 | Edward Kawak                    |                               |                               |                               |
| 1986 | London          | Charles Clairmonte          | Charles Clairmonte    | Charles Clairmonte      | Eugene Laviscount   | Sammy Ioannidis             | Lance Dreher                    |                               |                               |                               |
| 1987 | London          | Basil Frances               | Basil Frances         | Basil Frances           | Steven Strunk       | Jerry Scalesse              | Olaf Annus                      |                               |                               |                               |
| 1988 | London          | Victor Terra                | Linkie Wilson         | Linkie Wilson           | Casey Kucharyk      | Victor Terra                | Charles Clairmonte              |                               |                               |                               |
| 1989 | London          | Matt Dufresne               | Gary Lewer            | Gary Lewer              | Casey Kucharyk      | Matt Dufresne               | Charles Clairmonte              |                               |                               |                               |
| 1990 | Harrogate       | Peter Reid                  | Shaun Davis           | Shaun Davis             | Peter Reid          | Robert Wall                 | Charles Clairmonte              |                               |                               |                               |
|      |                 | Mr. Universe (Gesamtsieger) | Groß (über 1,82 m)    | Mittelgroß (bis 1,82 m) | Mittel (bis 1,74 m) | Klein (bis 1,67 m)          | Mr. Universe-Pro (Gesamtsieger) |                               |                               |                               |
| 1991 | London          | Reiner Gorbracht            | Joe DeAngelis         | Tony Francis            | Terry Fisher        | Reiner Gorbracht            | Victor Terra                    |                               |                               |                               |
| 1992 | London          | Mustafa Mohammad            | Mick Souza            | Mustafa Mohammad        | Stefano Ciaraldi    | Edmundo Lancia              | Peter Reid                      |                               |                               |                               |
| 1993 | Birmingham      | Dennis Francis              | Kevin O’Grady         | Dennis Francis          | Antonio Valente     | Colin Wright                | Edward Kawak                    |                               |                               |                               |
| 1994 | Birmingham      | Nick van Beeck              | Lutz Wilke            | Ted Lopes               | Nick van Beeck      | Reimund Tosolini            | John Terilli                    |                               |                               |                               |
| 1995 | Birmingham      | Grant Clemesha              | Grant Clemesha        | Dennis James            | Shane Stratton      | Michael King                | Brian Buchanan                  |                               |                               |                               |
| 1996 | Birmingham      | Frederico Focherini         | Frederico Focherini   | Serge Dessel            | Billy Jones         | Jason Corrick               | Shaun Davis                     |                               |                               |                               |
| 1997 | Birmingham      | Grant Thomas                | Gary Lister           | Dirk Karrengarn         | Grant Thomas        | Frank Vassil                | Eddi Ellwood                    |                               |                               |                               |
| 1998 | Birmingham      | Gary Lister                 | Gary Lister           | Simon Cohen             | Steve Creighton     | Andrew Raynes               | Eddi Ellwood                    |                               |                               |                               |
| 1999 | Southport       | Franco Male                 | Giovani Thompson      | Simon Cohen             | Franco Male         | Andrew Raynes               | Eddi Ellwood                    |                               |                               |                               |
| 2000 | Southport       | Sergei Ogorodnikov          | Sergei Ogorodnikov    | Jose Manuel Acosta      | Henk Jan Heinen     | Alison Maria                | Eddi Ellwood                    |                               |                               |                               |
| 2001 | Newcastle       | Steffen Müller              | Ricky Ramazzina       | Steffen Müller          | Edson Prado         | Kamal Abdul Salam El Gargni | Eddi Ellwood                    |                               |                               |                               |
| 2002 | Newcastle       | Costantino Caleazzo         | Costantino Caleazzo   | Sergej Dukhota          | Edson Prado         | Dennis Giusto               | Gary Lister                     |                               |                               |                               |
| 2003 | Birmingham      | Hassan Al Saka              | Andre Van Der Mescht  | Geoff Hargreaves        | Hassan Al Saka      | Luiz De Jesus               | Gary Lister                     |                               |                               |                               |
| 2004 | Birmingham      | Steve Sinton                | Gregor Koman          | Giuseppe Cozzi          | Steve Sinton        | Charles Mario               | Hassan Al Saka                  |                               |                               |                               |
| 2005 | Southport       | Charles Mario               | Hedwig Parden         | Yan Salaks              | Khalid Almohsinawi  | Charles Mario               | Sergei Ogorodnikov              |                               |                               |                               |
| 2006 | Southport       | Tomáš Bureš                 | Alexej Netesanov      | Tomáš Bureš             | Neset Icli          | Paul Sutton                 | Steve Sinton                    |                               |                               |                               |
| 2007 | Southport       | Orazio Salvatori            | Alessandro Grassi     | Tomáš Bureš             | Orazio Salvatori    | Marilandio Pouchet          | Orazio Salvatori                |                               |                               |                               |
| 2008 | Southport       | Lionel Beyeke               | Andre Santos          | Lionel Beyeke           | Petr Vanis          | Marilandio Ponchet          | Alessandro Savi                 |                               |                               |                               |
| 2009 | Southport       | Martin Kasal                | David Titterton       | Martin Kasal            | Zoltan Toth         | Marilandio Ponchet          | Alexey Netesanov                |                               |                               |                               |
| 2010 | Southport       | Miha Zupan                  | David Titterton       | Miha Zupan              | Shane Copley        | Christian Lacoche           | Charles Mario                   |                               |                               |                               |
| 2011 | Southport       | Paulo Lima Santos           | Jiri Borkovec         | David Guest             | Tony Mount          | Paulo Lima Santos           | Abschaffung der Profikategorie  |                               |                               |                               |
| 2012 | Southport       | Andy Polhill                | Petar Klančir         | Slavoj Bednář           | Andy Polhill        | Tommy Staunton              |                                 |                               |                               |                               |
| 2013 | Southport       | Lee Priest                  | Stuart Garrington     | Slavoj Bednář           | Rodrigo Atis        | Lee Priest                  |                                 |                               |                               |                               |

### Frauenklassen
| Jahr | Miss Physique                  |                               |                               |                              |                       |                          |
| 1966 | Elizabeth Lamb                 |                               |                               |                              |                       |                          |
| 1967 | Kathleen Winstanley            |                               |                               |                              |                       |                          |
| 1968 | Silvia Hibbert                 |                               |                               |                              |                       |                          |
| 1969 | Jean Galston                   |                               |                               |                              |                       |                          |
| 1970 | Christine Zane                 |                               |                               |                              |                       |                          |
| 1971 | Linda Thomas                   |                               |                               |                              |                       |                          |
| 1972 | Christine Charles              |                               |                               |                              |                       |                          |
| 1973 | Jean Galston                   |                               |                               |                              |                       |                          |
| 1974 | Linda Cheesman                 |                               |                               |                              |                       |                          |
| 1975 | Linda Cheesman                 |                               |                               |                              |                       |                          |
| 1976 | Cindy Breakspear               |                               |                               |                              |                       |                          |
| 1977 | Bridget Gibbons                |                               |                               |                              |                       |                          |
| 1978 | Sandra Kong                    |                               |                               |                              |                       |                          |
| 1979 | Karen Griffiths                |                               |                               |                              |                       |                          |
| 1980 | Erika Mes                      |                               |                               |                              |                       |                          |
| 1981 | Jocelyn Pigeonneau             |                               |                               |                              |                       |                          |
| 1982 | Jocelyn Pigeonneau             |                               |                               |                              |                       |                          |
| 1983 | Mary Scott                     |                               |                               |                              |                       |                          |
| 1984 | Mary Scott                     |                               |                               |                              |                       |                          |
| 1985 | Jocelyn Pigeonneau             |                               |                               | Miss Figure                  | Miss Figure           | Miss Figure              |
| 1986 | Monika Steiner                 |                               |                               | Heidi Thomas                 |                       |                          |
| 1987 | Connie McClosky                |                               |                               | Sonia Walker                 |                       |                          |
| 1988 | Lisa Campbell                  |                               |                               | Sarah Staunton               |                       |                          |
| 1989 | Tatjana Scholl                 |                               |                               | Tracey Citrone               |                       |                          |
| 1990 | Monika Debatin                 |                               |                               | Browny OBrien                |                       |                          |
|      | Miss Physique (Gesamtsiegerin) | Groß                          | Klein                         | Miss Figure (Gesamtsiegerin) | Groß                  | Klein                    |
| 1991 | Ute Geisel                     | Beverly Hahn                  | Ute Geisel                    | Helen Maderson               | Helen Maderson        | Sylvia Zanet             |
| 1992 | Bernadette Price               | Bernadette Price              | Lynda Mason                   | Anita Lawrence               | Saryn Muldrow         | Anita Lawrence           |
| 1993 | Deborah Compton                | Millie                        | Deborah Compton               | Susana Perez                 | Tania Mittroni        | Susana Perez             |
| 1994 | Andrea Izard                   | Kathy Butler-Corish           | Kathy Butler-Corish           | Susana Perez                 | Susanna Palma         | Susana Perez             |
| 1995 | Kathy Butler-Corish            | Renate Neubauer               | Kathy Butler-Corish           | Susana Perez                 | Tania Mittroni        | Susana Perez             |
| 1996 | Billie Kaine                   | Siobhan O’Neill               | Billie Kaine                  | Pina Theodoridis             | Susanna Palma         | Pina Theodoridis         |
| 1997 | Patricia Veldmann              | Ingrid Distler                | Patricia Veldmann             | Claudia Mühlhaus             | Claudia Mühlhaus      | Brigitte Crepieux        |
| 1998 | Julia Abel                     | Abschaffung der Größenklassen | Abschaffung der Größenklassen | Pina Theodoridis             | Lynn Perrott          | Pina Theodoridis         |
| 1999 | Taylor Young                   |                               |                               | Giovanna Rosa                | Giovanna Rosa         | Lisa Masson              |
| 2000 | Olga Tikhonova                 |                               |                               | Giovanna Rosa                | Giovanna Rosa         | Loretta McMillan         |
| 2001 | Anja Timmer                    |                               |                               | Giovanna Rosa                | Giovanna Rosa         | Terri Roberts            |
| 2002 | Claudia Bianchi                |                               |                               | Giovanna Rosa                | Giovanna Rosa         | Tatiana Kovalenko        |
| 2003 | Olga Tikhonova                 |                               |                               | Cherie Loomes                | Cherie Loomes         | Flávia Crisostomo        |
| 2004 | Sandra Waterschoot             |                               |                               | Lorena Bucci                 | Patricia Mello        | Lorena Bucci             |
| 2005 | Desiree Dumpel                 |                               |                               | Andrea Carvalho              | Victoria Zabourdiaeva | Andrea Carvalho          |
| 2006 | Olga Tikhonova                 |                               |                               | Silvia Finocchi Ferreira     | Malika Zitouni        | Silvia Finocchi Ferreira |
| 2007 | Alina Popa                     |                               |                               | Andrea Carvalho              | Malika Zitouni        | Andrea Carvalho          |
| 2008 | Vivian Hijlkema                |                               |                               | Maria Stukova                | Maria Stukova         | Rachael Grice            |
| 2009 | Larissa Cunha                  |                               |                               | Dora Rodrigues               | Anne Marie Lasserre   | Dora Rodrigues           |
| 2010 | Valentyna Yefyemchuk           |                               |                               | Flora Conte                  | Lidia Miralpeix       | Flora Conte              |
| 2011 |                                |                               |                               | Maria Kuzmina                | Maria Kuzmina         | Jodie Howard             |
| 2012 |                                |                               |                               | Maria Kuzmina                | Maria Kuzmina         | Linda Gartside           |
| 2013 |                                |                               |                               | Flora Conte                  | Carol Bittencourt     | Flora Conte              |

### Juniorenklassen
Zwischen 1990 und 1999 fand kein Juniorenwettbewerb beim NABBA-Mr. Universe statt.
| Jahr | Junior of the Universe        |
| 1988 | Ian Harrison                  |
| 1989 | Michael Melksham              |
| 1990 |                               |
| 1991 |                               |
| 1992 |                               |
| 1993 |                               |
| 1994 |                               |
| 1995 |                               |
| 1996 |                               |
| 1997 |                               |
| 1998 |                               |
| 1999 |                               |
| 2000 | Stuart Craig Core             |
| 2001 | David Dahan                   |
| 2002 | Eduardo Correa                |
| 2003 | Denis Nikiforov               |
| 2004 | James Flex Lewis              |
| 2005 | Marvin Nagelbloem             |
| 2006 | Vitaly Gerasimov              |
| 2007 | Daren Borg                    |
| 2008 | Jakub Subrt                   |
| 2009 | Bongani Myaka                 |
| 2010 | Pero Tomas                    |
| 2011 | Emmanuel Knabben dos Martyres |
| 2012 | Rodrigo Da Silva Bizerril     |
| 2013 | Kagan Orton                   |

### Seniorenklassen
| Jahr | Master of the Universe Über 40 | Master of the Universe Über 40 |
| 1991 | Graeme Lancefield              | Graeme Lancefield              |
| 1992 | Roy Duval                      | Roy Duval                      |
| 1993 | Bernard Bryan                  | Bernard Bryan                  |
| 1994 | John Citrone                   | John Citrone                   |
| 1995 | John Citrone                   | John Citrone                   |
| 1996 | Walter Engelskircher           | Walter Engelskircher           |
| 1997 | John Citrone                   | John Citrone                   |
| 1998 | John Citrone                   | John Citrone                   |
| 1999 | Peter Andreas                  | Peter Andreas                  |
| 2000 | Carl Rung                      | Carl Rung                      |
| 2001 | Terry Fisher                   | Terry Fisher                   |
| Jahr | Master of the Universe Über 40 | Master of the Universe Über 50 |
| 2002 | Rob Van Der Dussen             | Ian Lawrence                   |
| 2003 | Joao Bispo De Andrade          | Peter Andreas                  |
| 2004 | Brian Peters                   | John Citrone                   |
| 2005 | Joao Bispo De Andrade          | Dimitri Dokour                 |
| 2006 | Jan De Weerd                   | Bernie Cooper                  |
| 2007 | Nortom James Murayama          | Graham Park                    |
| 2008 | Nortom James Murayama          | Walter Van Elderen             |
| 2009 | Nortom James Murayama          | Aivars Visockis                |
| 2010 | Jason Corrick                  | Hugh Ross                      |
| 2011 | Nortom James Murayama          | Dave Steele                    |
| 2012 | Gary Lister                    | Nigel Cox                      |
| 2013 | Paul Sutton                    | Joao Bispo                     |